# Kumpel do bicia
Kumpel do bicia – amerykańska tragikomedia z 1999 roku.

## Główne role
- Antonio Banderas – Cesar Dominguez
- Woody Harrelson – Vince Boudreau
- Lolita Davidovich – Grace Pasic
- Tom Sizemore – Joe Domino
- Lucy Liu – Lia
- Robert Wagner – Hank Goody